# Ceraia linearifolia
Ceraia linearifolia é uma espécie de orquídea de flores pequenas que duram muito pouco, mas que floresce diversas vezes ao ano, nativa das Ilhas de Sonda, Java e Sumatra.